# Nikolai Mikhailovich Ladukhin
Nikolai Mikhailovich Ladukhin, rus: Николай Михайлович Ладухин, (21 de setembre, 1860 – Moscou, 19 de setembre, 1918), va ser un teòric musical i compositor durant l'Imperi Rus.
Va estudiar al Conservatori de Moscou a la classe de teoria musical amb Tanéiev (es va graduar el 1886) i també hi va ensenyar solfeig i harmonia (més tard també instrumentació; professor des del 1904).
Va escriure diverses composicions: Variacions simfòniques per a una gran orquestra, el quadre musical "Al crepuscle", peces per a piano i violí, romances, cors, cançons infantils per a una a tres veus. Va ser de gran importància com a teòric i professor: les col·leccions de solfeig escrites per ell per a una a quatre veus encara s'utilitzen en l'ensenyament en el nostre temps. També va escriure "Experiència en l'estudi pràctic d'intervals, escales i ritme", "Una enciclopèdia concisa de teoria musical", "Una guia per a l'estudi pràctic de l'harmonia" i una col·lecció d'exercicis associats.
Alguns dels seus estudiants van ser Alexander Scriabin, Nikolai Medtner, Alexander Goedicke, Aleksandr Goldenvéizer i Antonina Nejdànova